# 罗马大酒店
罗马大酒店（Römische Hof）是柏林的一座历史建筑，位于菩提树下大街10号（夏洛特街转角）。它是在第二次世界大战中这条大街上为数不多的没有被完全破坏的建筑之一。

## 历史
1775年，乔治·昂格尔设计了罗马酒店（Ville de Rome，后改名Hotel Rom）。该建筑经过多次改建，在1876年完成罗马大酒店（Grand Hotel de Rome）。该建筑于1910年拆除，由柏林建筑师库尔特·伯恩特在原址兴建今天的罗马大酒店（Römischer Hof），于1911年7月完成。建筑的主入口是在夏洛特街（Charlottenstraße）。
1943年该建筑因空袭部分被毁。德国国营铁路在1949年修复。
2005年，该建筑根据历史的图片和文件重新开发建设，2006年9月完工。法拉利汽车和康泰纳仕在此设有代表处。